# Karbeny N-heterocykliczne

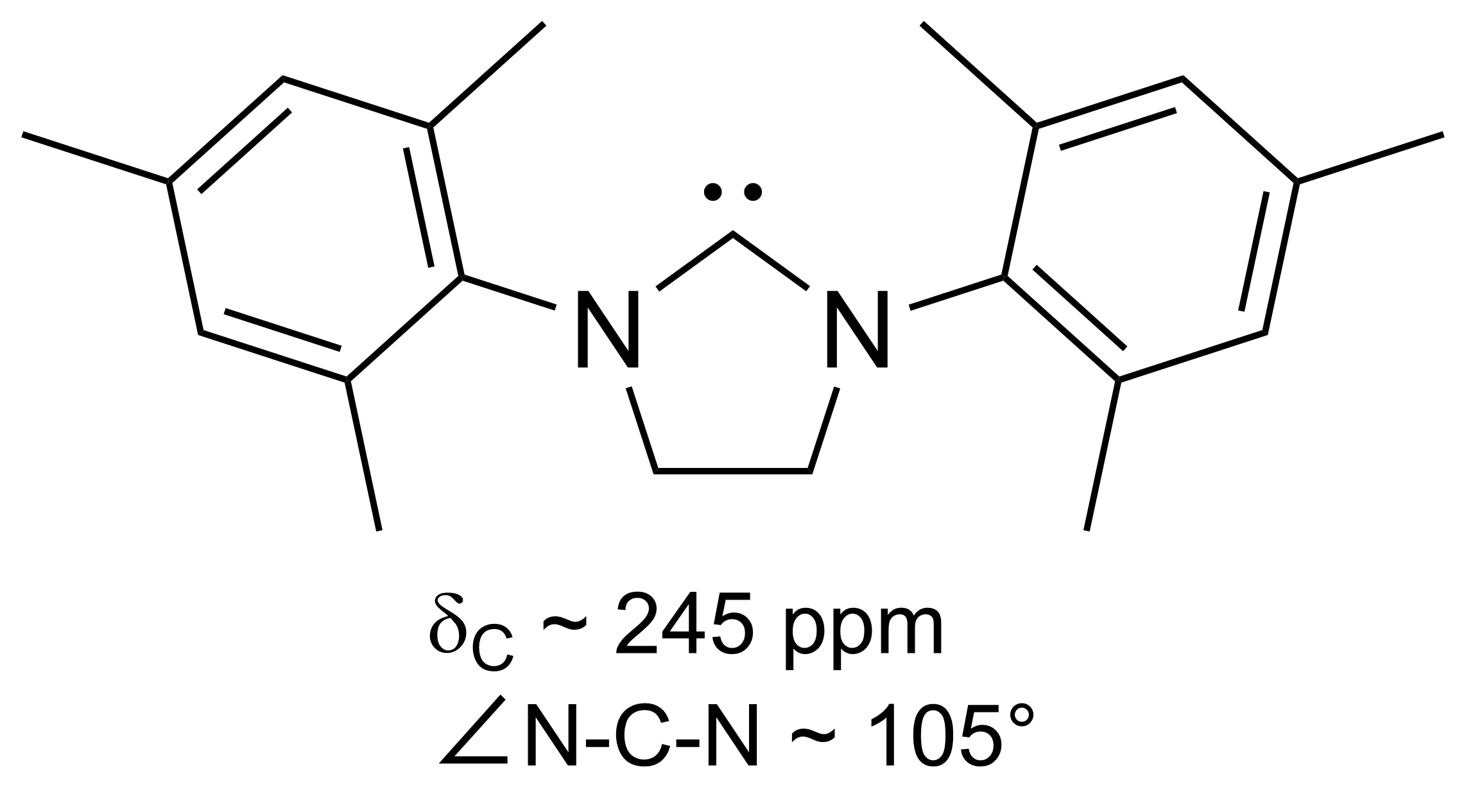
Struktura SIMes — jednego z ważniejszych karbenów N-heterocyklicznych

Karbeny N-heterocykliczne – grupa karbenów, charakteryzujących się szczególnie wysoką trwałością. W przeciwieństwie do wielu znanych karbenów, karbeny N-heterocykliczne należą do karbenów singletowych, a ich orbitale HOMO i LUMO zlokalizowane są na karbenowym atomie węgla — są to odpowiednio wolna para elektronowa oraz pusty orbital p. Obecność sąsiadujących z atomem węgla atomów azotu powoduje, że karbeny N-heterocykliczne są szczególnie stabilne, dzięki efektowi indukcyjnemu, który obniża energię HOMO oraz efektowi mezomerycznemu, który obniża energię LUMO (σ-akceptorowość oraz π-donorowość atomów azotu).
Wiele znanych karbenów N-heterocyklicznych zawiera również objętościowo duże podstawniki, które dodatkowo stabilizują strukturę dzięki efektom sterycznym, utrudniając między innymi ich dimeryzację.

## Historia

Struktura pierwszego stabilnego karbenu N-heterocyklicznego, zsyntezowanego przez Arduengo i współpracowników

Pierwsze znane karbeny N-heterocykliczne zsyntezowano w formie ich kompleksów metalicznych. W 1968 roku niezależnie od siebie Wanzlick i Öfele otrzymali takie kompleksy zawierające (odpowiednio) rtęć oraz chrom. Pierwszy stabilny wolny karben N-heterocykliczny zsyntezował natomiast Arduengo wraz ze współpracownikami. Dodatkowa obecność szczególnie objętościowych grup adamantylowych powoduje, że związek jest wystarczająco stabilny, aby można go było stopić w temperaturze 240 °C bez jego rozkładu. Od tego czasu poznano wiele wolnych karbenów N-heterocyklicznych, zawierających różne grupy funkcyjne, w tym grupy chiralne.

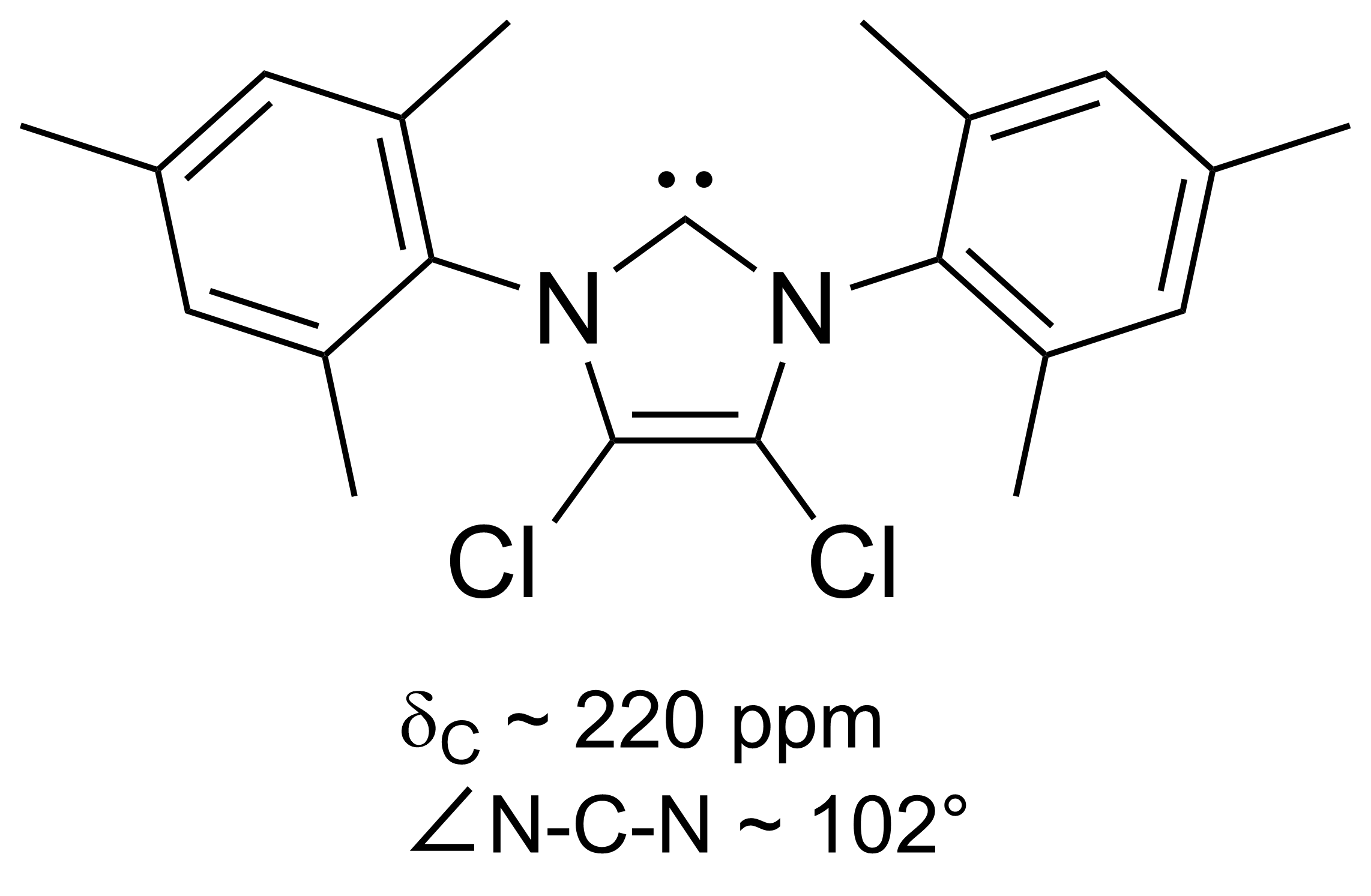
1,3-Dimezytylo-4,5-dichloroimidazol-2-yliden, pierwszy karben stabilny na powietrzu

Na szczególną uwagę zasługuje 1,3-dimezytylo-4,5-dichloroimidazol-2-yliden (dichlorowana pochodna popularnego karbenu IMes), który był pierwszym zsyntezowanym karbenem, trwałym w atmosferze powietrza.

## Zastosowanie
Karbeny N-heterocykliczne znajdują szerokie zastosowanie w syntezie organicznej jako ligandy pomocnicze dla katalizatorów metalicznych. Na szczególną uwagę zasługują kompleksy Grubbsa oraz Hoveydy−Grubbsa, używane w reakcji metatezy olefin.

## Synteza

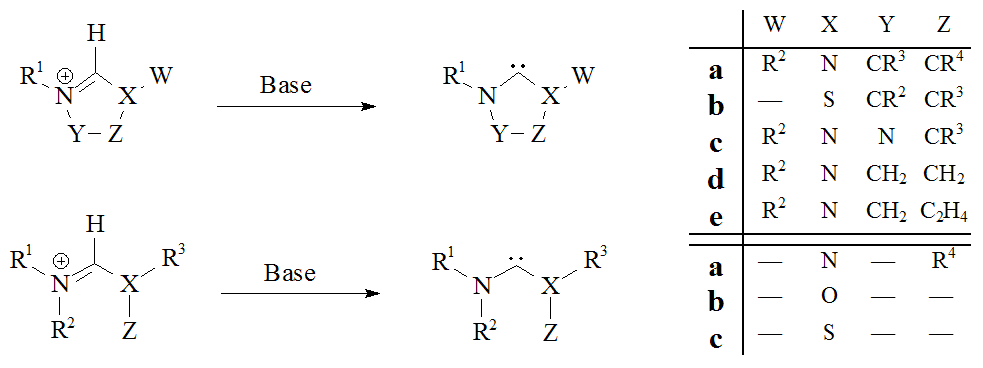
Deprotonowanie prekursorów stabilnych karbenów, w szczególności karbenów N-heterocyklicznych to najczęstsza metoda ich syntezy

Najczęstszą metodą syntezy karbenów N-heterocyklicznych jest deprotonowanie soli, będących ich prekursorami. Synteza odpowiednich soli wymaga natomiast często użycia wielu różnych reakcji, opracowanych właściwie od samego początku rozwoju syntezy organicznej.